# Фінал Ліги чемпіонів УЄФА 2011
Фіна́л Лі́ги чемпіо́нів УЄФА́ 2011 ро́ку — фінальний матч розіграшу Ліги чемпіонів УЄФА 2010—2011, 56-го сезону в історії Кубка європейських чемпіонів і 19-го сезону в історії Ліги чемпіонів УЄФА. Матч відбувся в суботу 28 травня 2011 року в Лондоні на стадіоні «Вемблі» . У фіналі взяли участь іспанська «Барселона» в ролі номінального господаря і англійський «Манчестер Юнайтед».

## Перед матчем

### Вибір стадіону
Стадіон «Вемблі» для проведення фіналу Ліги чемпіонів 2010—2011 було обрано на засіданні Виконавчого комітету УЄФА в Ньйоні, Швейцарія, 29 січня 2009 року . Іншими претендентами були «Альянц Арена» в Мюнхені та «Олімпіаштадіон» у Берліні .

### «Вемблі»

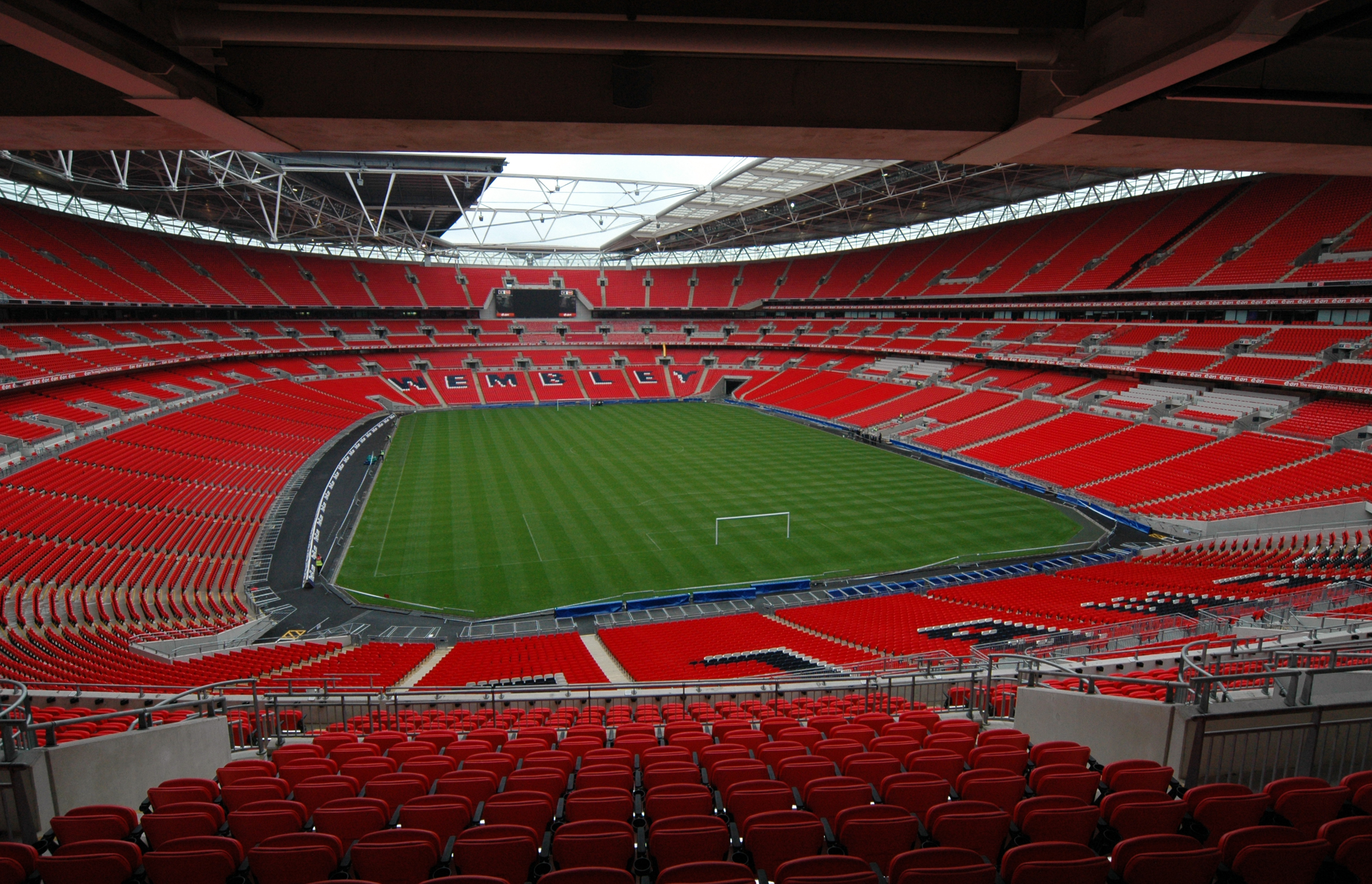
Стадіон «Вемблі»

Лондонський стадіон «Вемблі» вже приймав п'ять фіналів Кубка європейських чемпіонів. Двічі на цих фіналах брали участь англійські клуби, і обидва рази вони святкували перемогу: у 1968 році «Манчестер Юнайтед» переміг «Бенфіку» з рахунком 4:1, а в 1978 році «Ліверпуль» переміг «Брюгге» з рахунком 1:0. У 1963 році «Мілан» виграв у «Бенфіки» з рахунком 2:1, а в 1971 році «Аякс» обіграв «Панатінаїкос» з рахунком 2:0. У 1992 році «Барселона» виграла у «Сампдорії» з рахунком 1:0 .
«Вемблі» був відкритий в 1923 році під назвою British Empire Exhibition Stadium. Першим футбольним матчем, який пройшов на стадіоні, став фінал Кубка Англії в тому ж році, який подивилися більше 200 000 глядачів. На «Вемблі» свої домашні матчі проводила збірна Англії на чемпіонаті світу 1966 року (включаючи фінал проти збірної Західної Німеччини) і на чемпіонаті Європи 1996 року. У 2000 році «Уемблі» був закритий і демонтовано, а на його місці був зведений новий стадіон місткістю 90 000 глядачів, що зберіг стару назву. Новий «Вемблі» був відкритий в 2007 році .

### Квитки
Загальна кількість місць на «Вемблі» 90 000, у матчі ж буде використано лише 86 000. Кожна команда отримає по 25 000 місць, інші 11 000 будуть доступні у вільному продажу.

### М'яч
Як і в попередніх десяти розіграшах Ліги чемпіонів, м'яч буде представлений фірмою «Adidas».

## Претенденти
- Барселона — триразовий володар Кубка чемпіонів УЄФА (1992, 2006, 2009).
- Манчестер Юнайтед — триразовий володар Кубка чемпіонів УЄФА (1968, 1999, 2008).

## Шлях до фіналу
| Команда      | І | В | Н | П | МЗ | МП | РМ  | О  |
| ------------ | - | - | - | - | -- | -- | --- | -- |
| Барселона    | 6 | 4 | 2 | 0 | 14 | 3  | +11 | 14 |
| Копенгаген   | 6 | 3 | 1 | 2 | 7  | 5  | +2  | 10 |
| Рубін        | 6 | 1 | 3 | 2 | 2  | 4  | −2  | 6  |
| Панатінаїкос | 6 | 0 | 2 | 4 | 2  | 13 | −11 | 2  |

| Команда           | І | В | Н | П | МЗ | МП | РМ  | О  |
| ----------------- | - | - | - | - | -- | -- | --- | -- |
| Манчестер Юнайтед | 6 | 4 | 2 | 0 | 7  | 1  | +6  | 14 |
| Валенсія          | 6 | 3 | 2 | 1 | 15 | 4  | +11 | 11 |
| Рейнджерс         | 6 | 1 | 3 | 2 | 3  | 6  | −3  | 6  |
| Бурсаспор         | 6 | 0 | 1 | 5 | 2  | 16 | −14 | 1  |

## Протокол матчу
| 28 травня 2011 20:45 UTC+2 |

| Барселона                     | 3:1      | Манчестер Юнайтед |
| ----------------------------- | -------- | ----------------- |
| Педро 27' Мессі 54' Вілья 69' | Протокол | Руні 34'          |

| «Вемблі», Лондон Глядачів: 87 695 Арбітр: Віктор Кашшаї |

| Барселона | Манчестер Юнайтед |

| БАРСЕЛОНА:      |    |                  |     |       |
|                 |    |                  |     |       |
| ВР              | 1  | Віктор Вальдес   | 85' |       |
| ЗХ              | 2  | Даніель Алвес    | 60' | 88'   |
| ЗХ              | 3  | Жерард Піке      |     |       |
| ЗХ              | 14 | Хав'єр Маскерано |     |       |
| ЗХ              | 22 | Ерік Абідаль     |     |       |
| ПЗ              | 16 | Серхіо Бускетс   |     |       |
| ПЗ              | 6  | Хаві (к)         |     |       |
| ПЗ              | 8  | Андрес Іньєста   |     |       |
| НП              | 7  | Давід Вілья      |     | 86'   |
| НП              | 17 | Педро Родрігес   |     | 90+2' |
| НП              | 10 | Ліонель Мессі    |     |       |
| Substitutes:    |    |                  |     |       |
| ВР              | 38 | Оєр Оласабаль    |     |       |
| ЗХ              | 5  | Карлес Пуйоль    |     | 88'   |
| НП              | 9  | Боян Кркіч       |     |       |
| ПЗ              | 15 | Сейду Кейта      |     | 86'   |
| ПЗ              | 20 | Ібрагім Афеллай  |     | 90+2' |
| ЗХ              | 21 | Адріано          |     |       |
| ПЗ              | 30 | Тіаго Алькантара |     |       |
| Тренер:         |    |                  |     |       |
| Жузеп Гвардіола |    |                  |     |       |

| МАНЧЕСТЕР ЮНАЙТЕД: |    |                   |     |     |
|                    |    |                   |     |     |
| ВР                 | 1  | Едвін ван дер Сар |     |     |
| ЗХ                 | 20 | Фабіо             |     | 69' |
| ЗХ                 | 5  | Ріо Фердінанд     |     |     |
| ЗХ                 | 15 | Неманья Видич (к) |     |     |
| ЗХ                 | 3  | Патріс Евра       |     |     |
| ПЗ                 | 25 | Антоніо Валенсія  | 79' |     |
| ПЗ                 | 16 | Майкл Каррік      | 61' | 77' |
| ПЗ                 | 11 | Раян Ґіґґз        |     |     |
| ПЗ                 | 13 | Пак Чі Сон        |     |     |
| НП                 | 10 | Вейн Руні         |     |     |
| НП                 | 14 | Хав'єр Ернандес   |     |     |
| Substitutes:       |    |                   |     |     |
| ВР                 | 29 | Томаш Кущак       |     |     |
| НП                 | 7  | Майкл Овен        |     |     |
| ПЗ                 | 8  | Андерсон          |     |     |
| ЗХ                 | 12 | Кріс Смолінг      |     |     |
| ПЗ                 | 17 | Нані              |     | 69' |
| ПЗ                 | 18 | Пол Скоулз        |     | 77' |
| ПЗ                 | 24 | Даррен Флетчер    |     |     |
| Тренер:            |    |                   |     |     |
| Сер Алекс Фергюсон |    |                   |     |     |

| Найкращий гравець: Ліонель Мессі Вибір глядачів: Вейн Руні Асистенти рефері: Габор Ерош (лінійний) Дйордь Рінг (лінійний) Міхай Фабіан (за воротами) Тамаш Богнар (за воротами) Четвертий арбітр: Іштван Вад Резервний арбітр: Роберт Кішпал |

## Фан-зона
28 травня 2011 року в Гетеборзі (Швеція) у клубі Trädgår'n було встановлено великий світлодіодний екран, який транслював футбольний матч у прямому ефірі у форматі 3D. У цей час (липень 2011 року) цей екран є найбільшим у світі світлодіодним телевізором. Екран розроблено і виготовлено української компанією ЕКТА на власному заводі у м. Житомир. Відеотрансляцію забезпечувала компанія Viasat-Швеція. Світовий рекорд зафіксовано в Книзі рекордів Гіннеса.